# Gregory S. Paul
Gregory Scott Paul (* 24. prosince 1954) je americký paleontolog, ilustrátor a spisovatel na volné noze, známý svým přínosem na poli moderní paleontologické rekonstrukce (paleoartu) a detailními kresbami kosterních pozůstatků i "živých" jedinců, především teropodních dinosaurů.

## Význam
Byl jedním z prvních, kdo ve spolupráci s dalším americkým paleontologem Robertem Bakkerem razil představu o dinosaurech jakožto aktivních, rychlých a teplokrevných tvorech. Od 80. let tak pomáhal vytvářet správnou představu o těchto vyspělých vyhynulých tvorech. Je pokládán za zakladatele moderního výtvarného ztvárnění "dynamických" dinosaurů. Tak je také stále zpodobňuje i ve svých ilustracích.
Paul se také dlouhodobě věnuje odhadům velikosti a hmotnosti jednotlivých dinosaurů, zejména pak velkých teropodů a sauropodů.
Jeho nejznámější knihy o dinosaurech pro laickou i poučenou veřejnost jsou Predatory Dinosaurs of the World z roku 1988, Dinosaurs of the Air z roku 2002 a The Princeton Field Guide to Dinosaurs z roku 2010.

## Pocty
Dva rody dinosaurů byly také pojmenovány na počest tohoto vědce - drobný čínský teropod Cryptovolans pauli a anglický ornitopod Sellacoxa pauli.

## Dinosauři pojmenovaní Paulem
- Acrocanthosaurus altispinax
- Albertosaurus megagracilis
- Aublysodon molnari
- Avisaurus archibaldi (spolu s Brett-Surmanem; pták)
- Brachiosaurus (Giraffatitan) brancai
- Mantellisaurus atherfieldensis
- Potamornis skutchi (spolu s Elzanowskim & Stidhamem; pták)
- Dollodon bampingi
- Dakotadon lakotaensis
- Tyrannosaurus imperator (domnělý další druh rodu Tyrannosaurus)[4]
- Tyrannosaurus regina (domnělý další druh rodu Tyrannosaurus)[5]